# Здание Центрального банка
Зда́ние Центра́льного ба́нка — строение, расположенное в Москве по адресу Неглинная улица, 12. Было возведено в 1890—1894 годах по проекту архитектора Константина Быковского для Московской конторы Государственного банка. В 1908-м ансамбль дополнил двумя корпусами Илларион Иванов-Щиц, а в 1927—1930 годах осуществлялась перестройка комплекса под руководством Ивана Жолтовского. С 1921-го здание находилось в ведении Государственного банка СССР, в 1991 году оно перешло в собственность Центрального банка РСФСР (банка России).

## История

### Предыстория участка
В 1728 году генерал-майор Артемий Волынский стал скупать пустопорожние участки близ Кузнецкого моста у князей Шаховских и Львовых. В 1731-м новый хозяин начал строительство усадьбы по проекту архитектора Петра Еропкина. Имение располагалось с двух сторон реки Неглинной, которая протекала через парк поместья. Главный корпус имения находился в отдалении от красной линии улицы Рождественки, позади него был разбит сад с прудами, беседками и фонтанами.
В 1759 году земля перешла в собственность мужа дочери Волынского Ивана Воронцова. Новый владелец расширил территорию и разбил на склонах французский парк. В 1778-м старинный особняк реконструировали по проекту архитектора Матвея Казакова. В 1780-х годах городские власти обустроили Неглинную набережную за счёт отторжения прибрежной территории поместья. После смерти Воронцова имение разделили между наследниками, и в 1793-м южную часть территории вдоль улицы Кузнецкий мост приобрела помещица Ирина Ивановна Бекетова. К 1809 году северный участок был выкуплен за счёт казны и перешёл в ведомство Императорской Медико-хирургической академии. В бывших палатах Воронцова расположились учебные классы, а в парке за домом — аптекарский сад.
С 1844 года территорию занимали клиники Московского университета, однако уже в 1873-м в городскую думу внесли предложение о переносе больниц на новое место. Комплекс был окружён городскими постройками, что препятствовало возведению дополнительных хозяйственных помещений. Кроме того, учреждения находились в отдалении от других владений медицинского факультета, которые располагались в окрестностях Моховой улицы и Петровки. В 1880-х годах Варвара Морозова пожертвовала университету участок усадьбы близ Большой Пироговской улицы, что положило начало созданию единой клинической базы университета.

### Строительство банка

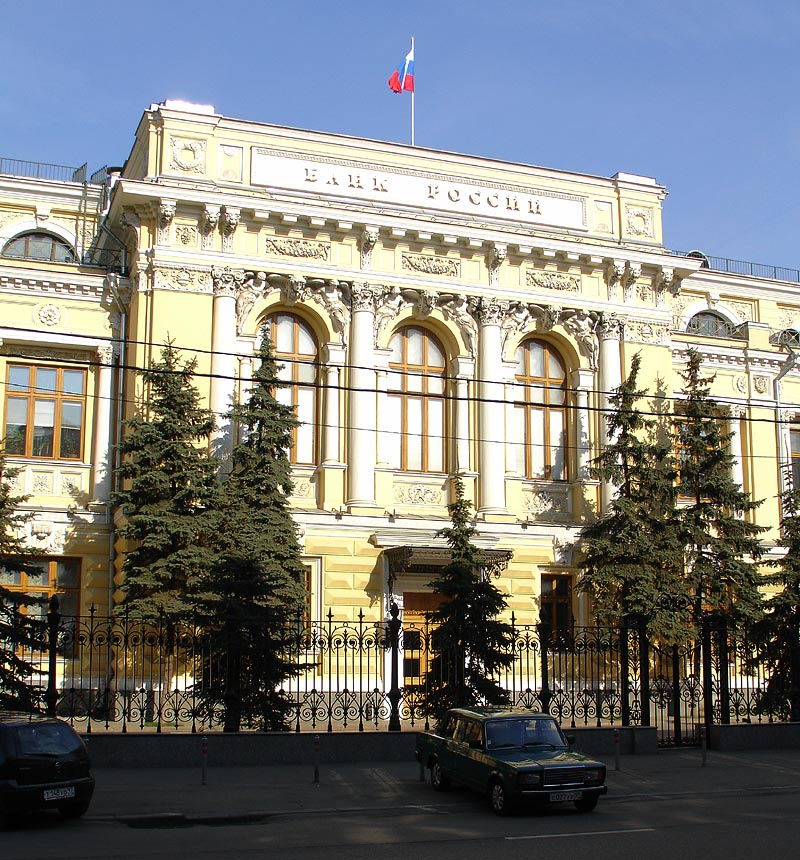
Центральный ризалит с окнами Зала заседания Правления конторы, 2007 год

В 1888 году часть бывшего имения Воронцова перешла в безвозмездную собственность Московской конторы Государственного банка. Через два года состоялась торжественная закладка главного административного корпуса. Его строительство осуществлялось по проекту Константина Быковского под непосредственным контролем управляющих банка Алексея Цимсена и Юлия Жуковского. Для этого была создана особая комиссия, представителем которой являлся руководитель филиала И. И. Билибин. Новое здание имело два этажа и находилось в отдалении от красной линии улицы. Такое расположение обеспечивало сохранность подземных помещений банка, несмотря на глинистые прибрежные почвы. Для укрепления фундамента в грунт забили 4675 свай, длина некоторых из них достигала 8,5 метров.
План дома напоминал крест, где малая перекладина была выделена со стороны улицы повышенным ризалитом. В этой части здания находились холл и парадная лестница, по сторонам от них — помещения для банковских служащих и посетителей. Комнату, расположенную над вестибюлем и выходившую окнами на Неглинную, занимал овальный Зал заседаний Правления конторы. Одну из его стен украшал альков с портретом действующего императора, а с противоположной стороны был обустроен переход в кабинет управляющего конторой. В середине боковых крыльев дома размещались просторные залы, которые через массивные арки соединялись с конторами банковских служащих, обращёнными на улицу и во двор. Центральные нефы, увенчанные крестообразными сводами, имели бо́льшую высоту, чем боковые помещения. Архитектор Иван Машков заметил в таком устройстве сходство со средневековыми базиликальными разрезами.
В апреле 1894 года комплекс открылся для посетителей, а в мае того же года состоялось торжественное освящение строения. На мероприятии присутствовали великий князь Сергей Александрович с супругой Елизаветой Фёдоровной. По некоторым данным, именно благодаря этому проекту Быковский получил звание профессора архитектуры. Его творение стало первым в Москве особняком, построенным специально для отделения банка, а также одним из немногих, подъезды к которому были заасфальтированы. В главном здании располагались: кассы текущих счетов и переводов, ссудное, фондовое и учётное отделения, вексельная, сберегательная, разменная и приходная кассы, а также отделы бухгалтерии. В стенах особняка оборудовали два основных денежных хранилища. Кладовая разменной кассы находилась на втором этаже. Её окна защищали решётки, своды комнаты укрепили металлическими рельсами, а стропильное покрытие над всей средней частью строения выполнили из железа. Кладовая вкладов на хранение занимала два этажа бокового корпуса со стороны двора и была оборудована ярусами с железными шкафами. Кабинеты чиновников оснастили внутренними телефонами, для вызова курьера установили электрические звонки. Кроме того, в корпусе действовали телеграф и почтовое отделение.
На территории возвели два трёхэтажных здания, в которых обустроили квартиры чиновников. На первых ярусах строений размещались комнаты для подчинённых, второй и третий занимали квартиры старших контролёров, экзекутора, кассира и управляющего. Для отопления помещений было установлено 11 голландских печей, в подвалах действовали домовые прачечные и столярные мастерские. На Неглинной проживала треть служащих, оставшаяся часть — в Доме Лунина близ Никитского бульвара.
В 1895—1896 годах по проекту Быковского на северной границе участка возвели здание Ссудной казны. Торец строения был обращён на Неглинную улицу, его украшал высокий портал, сходный по декору с главным корпусом. Фасад оформили двумя пилонами, внутри которых располагался портик в антах из композитных колонн, обрамлявших вход в помещение.

### Доработки здания

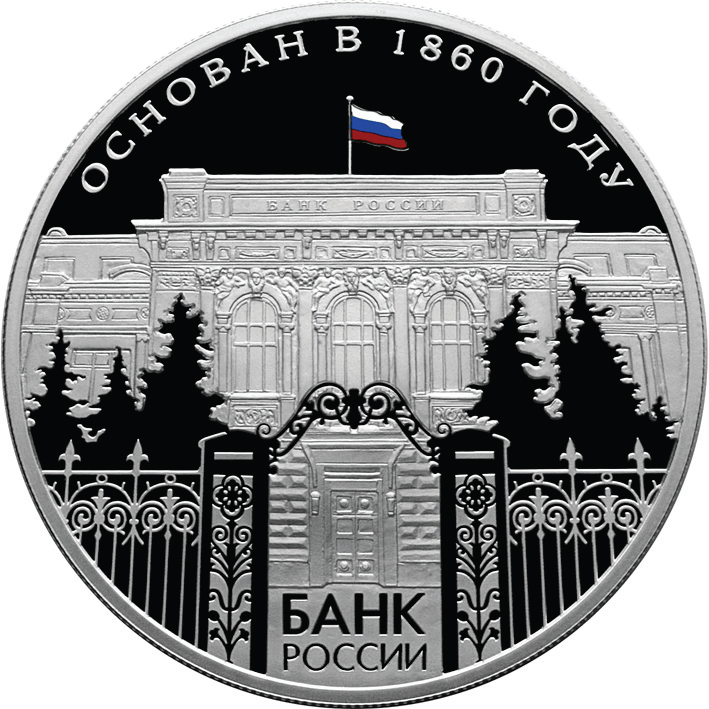
Памятная монета, выпущенная в честь 150-летия банка, 2010 год

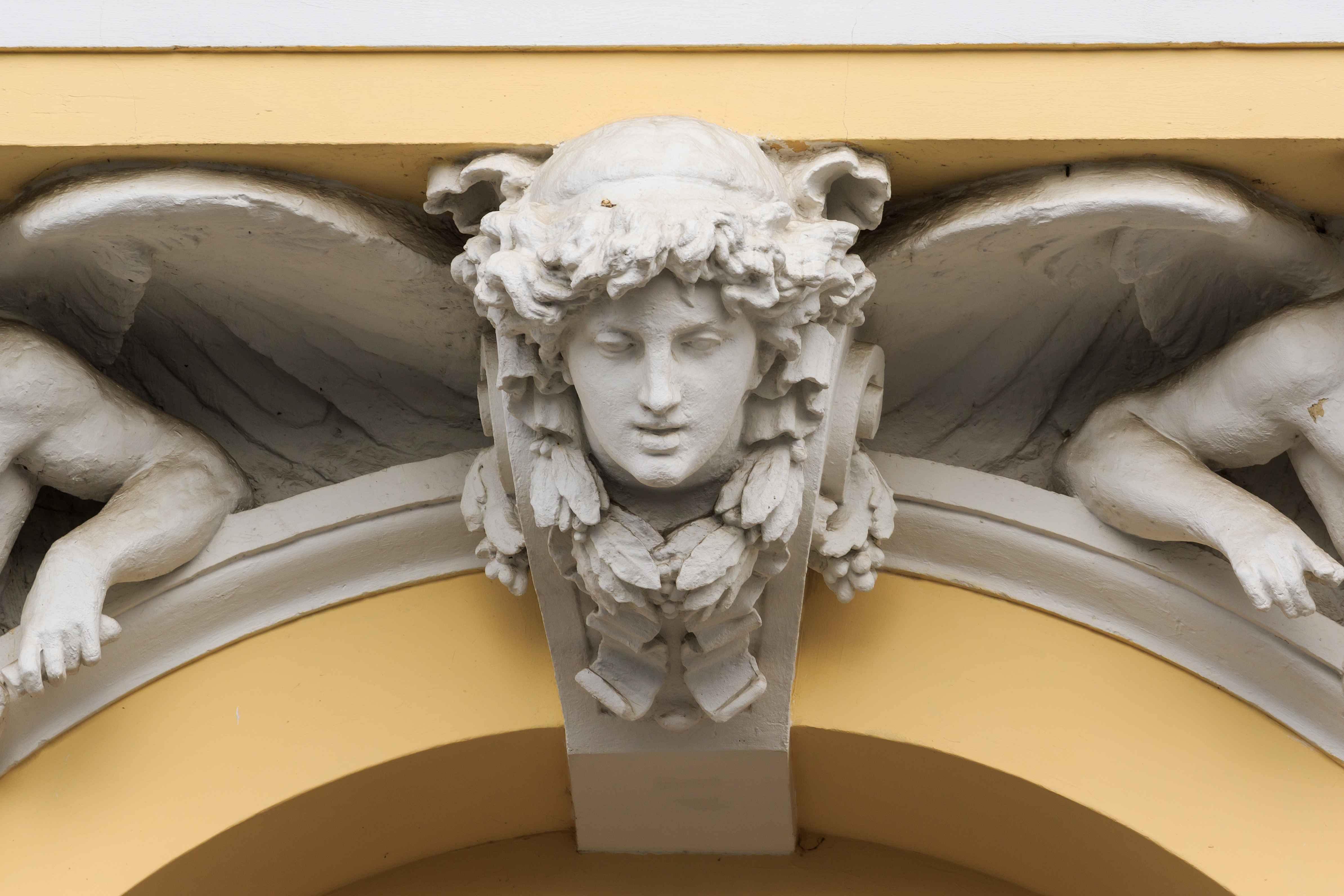
Маска Гермеса на здании Центрального банка России, 2016 год

В связи с денежной реформой Сергея Витте и увеличением функций Государственного банка Российской империи было принято решение расширить здание Московской конторы. В 1908-м под руководством архитектора Иллариона Иванова-Шица главное строение дополнили двумя симметричными корпусами по бокам от ризалита заднего фасада. В них устроили квадратные залы, каждый из которых освещался световым фонарём. Новые помещения заняли фондовое подразделение и отделение вкладов на хранение.
После Октябрьской революции комплекс на Неглинной улице был передан в ведение Народного банка. В 1922 году на его основе создали Государственный банк СССР. Строения не могли вместить все подразделения конторы, поэтому в 1927—1929 годах их реконструировали. Руководителем проекта выступал архитектор Иван Жолтовский, которому помогали Г. П. Гольц, С. Н. Кожин и М. П. Парусников. Известно, что рассматривался также проект Алексея Щусева, однако предпочтение отдали задумке Жолтовского.
По замыслу архитектора особняк дополнили двумя шестиэтажными корпусами. Для этого демонтировали здание Ссудной казны, а также часть жилых строений. Фундамент сооружений расположился вплотную к коллектору реки Неглинной, поэтому конструкцию укрепили сваями, сплошными плитами и опускными колодцами. Рабочую площадку оснастили техническими лифтами и вагонетками для быстрого перемещения материалов. Изначально проект Жолтовского подразумевал надстройку главного корпуса дополнительными этажами, однако позднее от этой идеи отказались. Часть северного крыла отдали под типографию, оставшееся пространство было отведено под операционные помещения. В южной пристройке находились кабинеты правительства и Зал заседаний. Кроме того, бывшие жилые дома объединили, а образовавшийся в результате флигель заняли кабинеты конторских служащих. В 1950-х годах цельный дворовой комплекс достроили четвёртым этажом.
К 1970 году вдоль восточной границы территории было возведено двухэтажное хозяйственное здание. Его заняли гаражи и складские помещения. В середине 1980-х годов проходила реконструкция южной и центральной части бывших жилых корпусов. В 1991-м Государственный банк выпустил 5 рублей с изображением дома на Неглинной улице.

### Современность
В 1997 году по распоряжению правления банка было проведено исследование состояния конструкций, по результатам которого в 2000—2002 годах проходила масштабная реконструкция архитектурного ансамбля. Строители укрепили несущие конструкции главного корпуса, заменили деревянные перекрытия и кровлю, отремонтировали коммуникации и отреставрировали элементы внешнего убранства. Через два года после завершения работ комплекс был признан объектом культурного наследия с присвоением статуса памятника регионального значения.
В 2017 году появилась информация о возможном частичном переезде сотрудников банка в район «Москва-Сити». Позднее стало известно, что такой вариант не рассматривался, однако планировалось оптимизировать размещение персонала.

## Архитектурные особенности

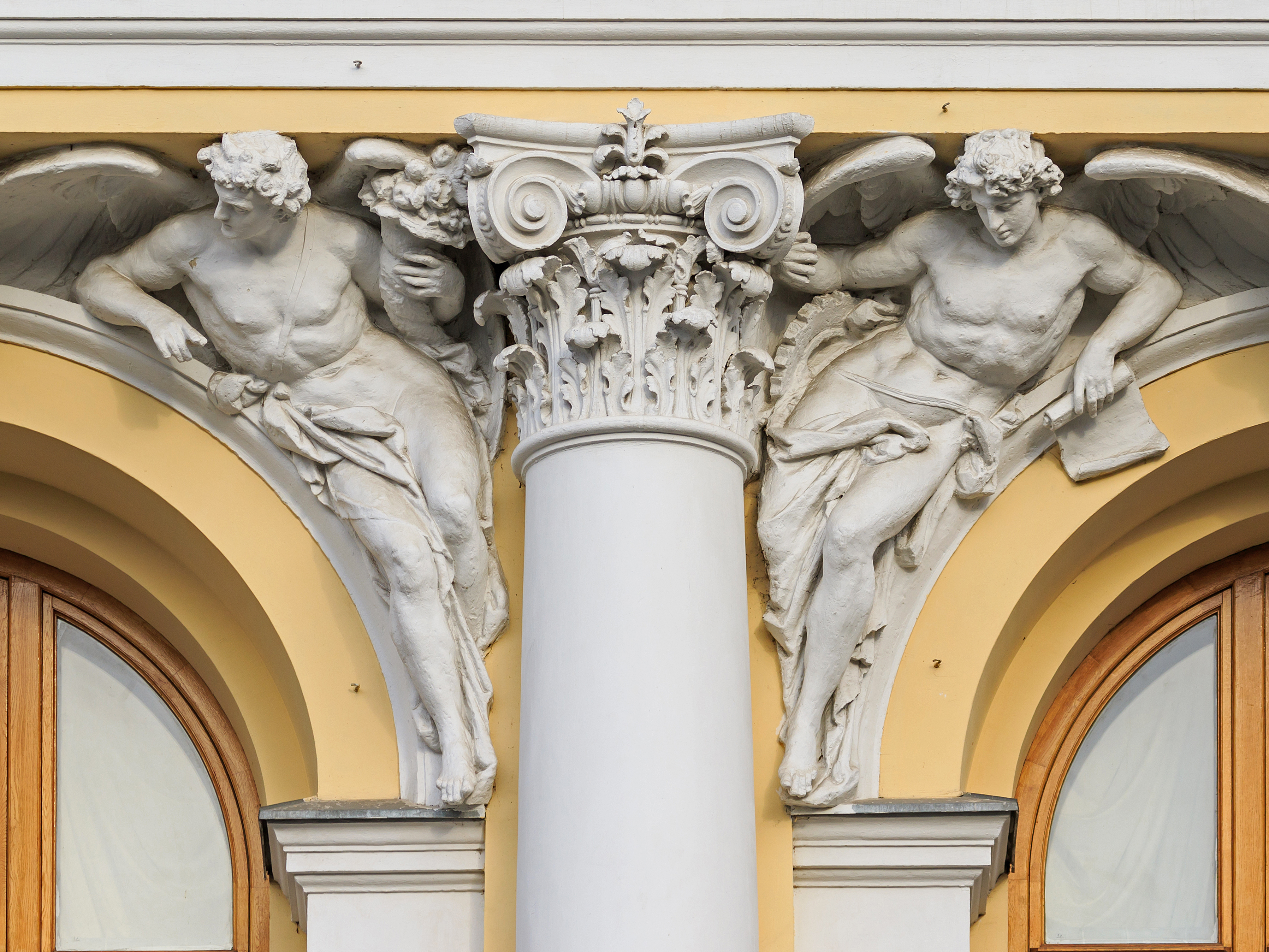
Скульптурные элементы центрального ризалита, 2016 год

Фасады Московской конторы Государственного банка выполнены в стиле ренессанс и богато отделаны лепниной. Нижний этаж декорирован крупным алмазным рустом и служит стилобатом для верхнего яруса. Центральный ризалит со стороны улицы оформлен тремя арочными окнами Зала заседаний Правления конторы. Над каждым из них размещены маски бога коммерции — Гермеса, — а также фигуры, олицетворяющие процветание торговли, промышленности и финансов. Они разделены колоннами композитного ордера. Известно, что скульптуры созданы по эскизам академика Александра Опекушина. Венчает строение карниз с аттиком, где располагается название учреждения. Почти квадратные окна боковых крыльев также разделены приставными коринфскими колоннами, которые служат опорой для вынесенного архитрава. Лепные элементы декора выполнены В. Л. Гладковым. Быковский тщательно проверял качество каждой детали и неоднократно отправлял их на доработку. В результате работы отстали от графика на три месяца. Современники восторженно отзывались о творении архитектора, однако позднее некоторые исследователи полагали, что фасад строения перенасыщен декором.
Главный вход в здание располагается в ризалите центрального фасада и ведёт в просторный вестибюль, из которого широкая лестница поднимается в холл. На противоположной стороне зала находится прямой переход к парадной лестнице. Ученик Быковского архитектор Иван Машков так описывал это помещение:

Из обширного вестибюля три арки открывают вид на помещение главной лестницы, освещённое через стеклянный цветной потолок. Лестница размещена в пять маршей, которые оборотами на две стороны приводят в открытую арками галерею второго этажа, соединяющую два зала для банковских операций, занимающие два боковых крыла.
Несмотря на многочисленные перестройки планировка корпуса почти не изменилась, сохранились также отдельные элементы убранства, выполненные по эскизам Быковского. Среди них: цветной витраж светового фонаря, балюстрада парадной лестницы, ограждения галереи, выполненные в виде грифонов. Часть второго этажа занимает выставка с портретами управляющих банком. Во время реконструкции ансамбля по проекту Жолтовского на стене западного корпуса разместили старинный термометр.

## Музей Центробанка

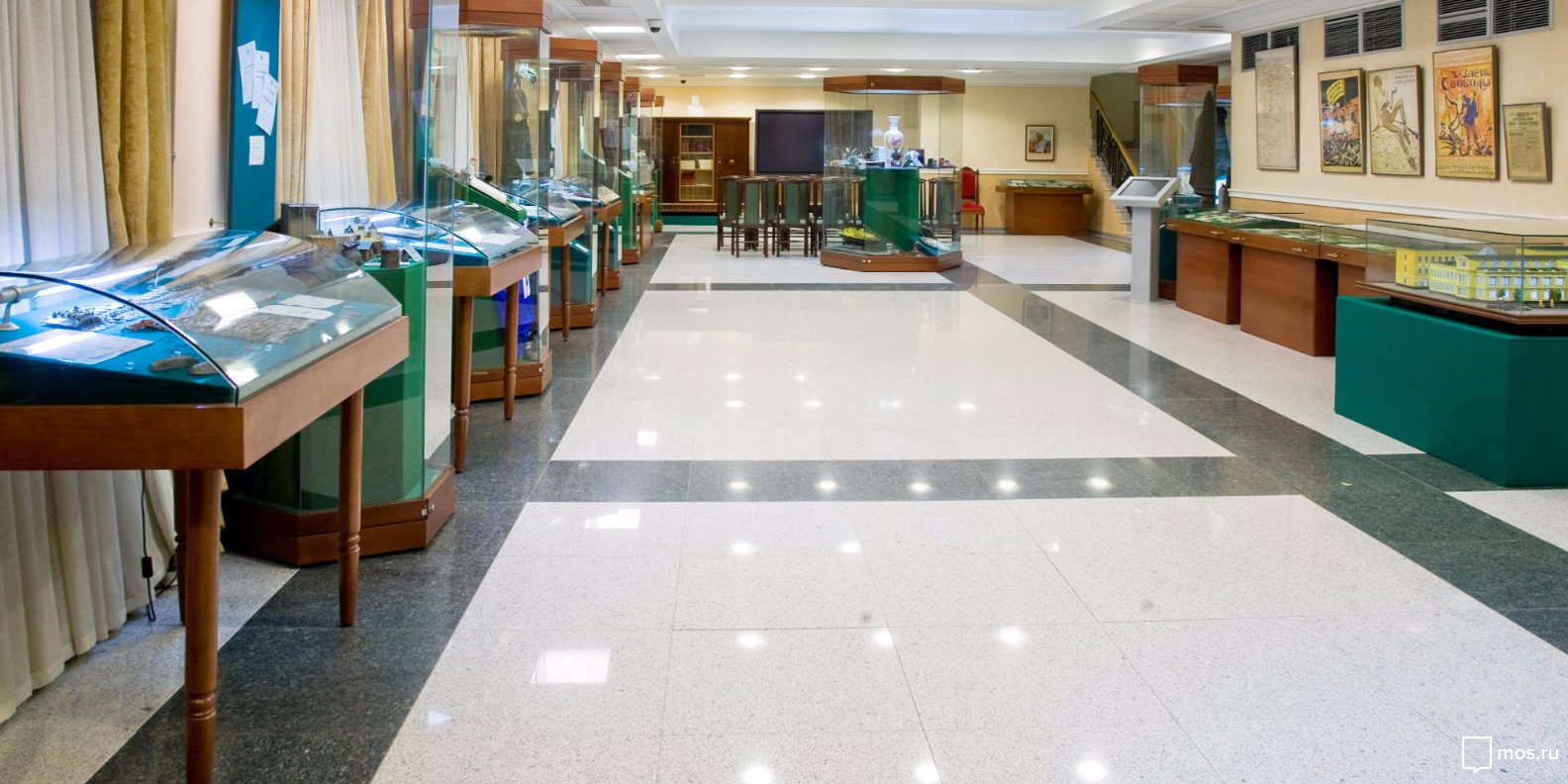
Зал музея Центрального банка, 2017 год

Идея организации музея Центрального банка возникла в 1902 году, на тот момент предполагалось создать его в Санкт-Петербурге, однако после Первой русской революции вопрос был отложен. Снова к задумке вернулись только в 1971-м в связи с 50-летием Государственного банка СССР. В это время в здании на Неглинной устроили выставку памятных фотографий, а также подарков, преподнесённых в честь юбилея организации. Позднее экспозицию преобразовали в «Музей трудовой и боевой славы работников банка», руководителем которого являлся экономист Лев Захарович Добкин. В стенах учреждения были выставлены архивные фотографии, модели объектов, возведённых на кредитные средства, счётные устройства и другое. В 1999 году к 140-летию организации на основе комплекса сформировали экспозицию, посвящённую истории банка.
В 2015 году в ходе дней открытых дверей состоялись первые экскурсии по музею Центрального банка для всех желающих. Выставка рассказывает об истории национальной валюты, среди экспонатов представлены: старинные кассовые аппараты и печатные станки, самая тяжёлая отчеканенная в России монета номиналом в 50 тысяч рублей, поддельные ассигнации 1812 года, золотые и платиновые слитки, коллекция ценных бумаг XVIII—XX веков, купюры времён Гражданской войны и другое.